# Головне управління розвитку та супроводження матеріального забезпечення ЗСУ
Головне управління розвитку та супроводження матеріального забезпечення ЗСУ (ГУ РСМЗ ЗСУ) — підрозділ міністерства оборони України який було утворено у 2015 році з ініціативної групи волонтерського десанту у МО. Управління займається розробкою нових норм речового та продовольчого забезпечення військовослужбовців ЗСУ, технічні специфікації та умови. Проводить моніторинг та дослідження якості предметів речового майна та впроваджує на нього передові міжнародні військові стандарти в тісній співпраці з країнами-членами НАТО. Центр розвитку та супроводження матеріального забезпечення ЗСУ взаємодіє з міжнародними військовими представництвами і виробниками, співпрацює з вітчизняними та закордонними науково-дослідними установами щодо речового та продовольчого забезпечення.

## Історія
Було створено в 2015 році, як Центр розвитку та супроводження матеріального забезпечення ЗСУ, на основі волонтерського десанту в МО України, який діяв від 2014 року.
В 2016 році центр було перетворено на Головне управління розвитку та супроводження матеріального забезпечення ЗСУ.
На початку 2018 року управлінням було затверджено інструкцію з розробки нових нарукавних знаків (емблем) для військових частин, у якій було систематизовано й впорядковано цей процес за прикладом розробки оновленої символіки для 24-ї окремої механізованої бригади та 93-ї окремої механізованої бригади.
В червні 2018 року Головне управління розвитку та супроводження матеріального забезпечення ЗСУ проводить багато зустрічей щодо підготовки до параду, присвяченого Дню незалежності України.[джерело?]
8 червня 2018 року відбулася нарада за участю представників фірм та виробників, які забезпечують Почесну Варту парадним одягом. Були представлені чернеткові варіанти берців, котільйонів (декоративний елемент однострою військовослужбовців для виокремлення родів військ) та козацької шаблі, яка замінить будьоновську шашку, яка перебувала у військах з 1940х років. Також говорили про введення нових погонів на парадну форму та зразків медалей учасників параду.[джерело?]
Зауваження та покращення були прийняті до уваги як виробників, так і військових.[джерело?]
26 червня 2019 року ДБР в ході обшуків у ГУ РСМЗ вилучили оригінали всієї робочої документації, всіх технічних умов (ТУ), всі зразки-еталони, на підставі яких проводиться контроль якості, всі комп'ютери з документацією на розробку. Це зробило неможливим для Міністерства оборони України закупівлю або приймання на склади будь-якого елемента речового забезпечення.

## Структура
- відділ розробки речового майна (підполковник Василь Саковець)[4]

## Керівництво
- генерал-майор Дмитро Марченко (жовтень 2015 — по т.ч.)[5]